# Prémio Marie-Victorin

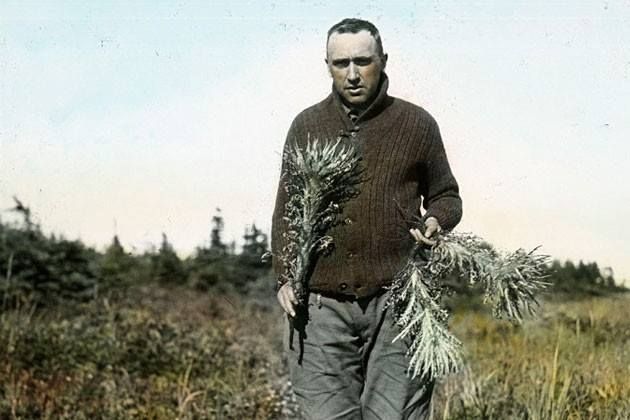
Marie-Victorin, 1928

O Prémio Marie-Victorin (em francês:  Prix Marie-Victorin) é um galardão atribuído pelo Governo do Quebec e faz parte do Prix du Québec.
Este prémio criado em 1977, foi criado em homenagem a Marie-Victorin (1885 - 1944) e distingue os investigadores que se notabilizaram no domínio das ciências naturais  e engenharia. O campo da Biomedicina, não faz parte deste prémio.

## Laureados[2]
- 1977 — Jacques Genest
- 1978 — Bernard Belleau
- 1979 — Armand Frappier
- 1980 — Claude Fortier
- 1981 — René Pomerleau
- 1982 — Camille Sandorfy
- 1983 — Pierre Dansereau
- 1984 — William Gauvin
- 1985 — André Barbeau
- 1986 — Stanley Georges Mason
- 1987 — Pierre Deslongchamps
- 1988 — Germain J. Brisson
- 1989 — Jacques Leblanc
- 1990 — Leo Yaffe
- 1991 — Mircea Steriade
- 1992 — Charles-Philippe Leblond
- 1993 — Não atribuído
- 1994 — Ronald Melzack
- 1995 — John Jonas
- 1996 — Stephen Hanessian
- 1997 — Louis Legendre
- 1998 — Ashok K. Vijh
- 1999 — Gilles Fontaine
- 2000 — Gilles Brassard
- 2001 — Robert Emery Prud'homme
- 2002 — Claude Hillaire-Marcel
- 2003 — Louis Taillefer
- 2004 — Graham Bell
- 2005 — Pierre Legendre
- 2006 — Lawrence Mysak
- 2007 — Yves Bergeron
- 2008 — André Charette
- 2009 — Victoria Kaspi
- 2010 — André D. Bandrauk
- 2011 — Serge Payette
- 2012 — Louis Bernatchez
- 2013 — James D. Wuest
- 2014 — Ke Wu
- 2015 — Pierre Demers
- 2016 — Mario Leclerc
- 2017 — Yoshua Bengio
- 2018 - Gilbert Laporte
- 2019 - Sylvain Moineau
- 2020 - Anne de Vernal
- 2021 - Federico Rosei
- 2022 - Roberto Morandotti
- 2023 - Christian Messier
- 2024 - René Doyon